# Pierre Fréha
Pierre Fréha est un auteur français né à Alger en 1953. 

## Biographie
En 1962, sa famille s’installe à Paris. Après des études à la Sorbonne, il publie son premier roman Anglo-lunaire en 1979. 

## Œuvres

### Romans
- Anglo-lunaire, Mercure de France, 1979
- L'Ombrelle des sentiments, Mercure de France, 1980
- Tournesol, L'Harmattan 2000
- La Diva des ménages, L'Harmattan, 2002
- Sahib,  L'Harmattan, 2004 ; traduit en anglais sous le titre French Sahib, publié simultanément aux États-Unis, en Inde et en Angleterre, Calcutta, Roman Books, 2011
- La Conquête de l'oued, Éditions Orizons, 2008
- Vieil Alger, Éditions Orizons, 2009
- On ira voir la tour Eiffel, Éditions Orizons, 2012
- Chez les Sénégaulois,  L'Harmattan, 2014
- La Fin du sucre, Éditions Orizons, 2019
- Bella Ciao Istanbul, Éditions Most, janvier 2023
- Harrison, Éditions Most, Octobre 2023
- La Disparution, Éditions Most, Mai 2025

### Nouvelles
- Monsieur Flagel in L'Autre Journal, 1986
- The Family Boulin in Formations, USA, 1986 (en anglais)
- Retour de Méditerranée in La Croix, 1987
- Monsieur Flagel speaks in terms of old francs in Formations, USA, 1988 (en anglais)
- Un visage de Prince in La Croix, 1989
- Casino in Libre Accès, 1993

### Critiques
- De l'Asie à Londres in Europe, littérature de Grande-Bretagne, 1993

### Radio
- Monsieur Flagel parle en anciens francs, pièce radiophonique diffusée dans les pays francophones, Grand Prix Paul-Gilson 1989

### Articles
- Ma vie dans un quartier conservateur d'Istanbul, Le Monde, Hors-série Où va la Turquie ?, novembre 2021

## Récompenses
Grand Prix Paul-Gilson 1989 pour Monsieur Flagel parle en anciens francs, pièce radiophonique diffusée dans les pays francophones.